# Seicercus affinis
A Seicercus affinis a verébalakúak (Passeriformes) rendjébe, ezen belül a füzikefélék (Phylloscopidae) családjába és a Seicercus nembe tartozó faj. 11-12 centiméter hosszú. Délkelet-Ázsia nedves erdőiben él, télen a hegyvidékről a völgyekbe költözik. Rovarokkal táplálkozik. Áprilistól júniusig költ.

## Alfajai
- S. a. affinis (F. Moore, 1854) – a Himalája keleti részétől észak-Mianmaron keresztül dél-Kínáig;
- S. a. ocularis (Robinson & Kloss, 1919) – dél-Vietnám;
- S. a. intermedius (La Touche, 1898) – közép- és délkelet-Kína.

## Fordítás
- Ez a szócikk részben vagy egészben  a   White-spectacled warbler című angol Wikipédia-szócikk fordításán alapul.  Az eredeti cikk szerkesztőit annak laptörténete sorolja fel. Ez a jelzés csupán a megfogalmazás eredetét és a szerzői jogokat jelzi, nem szolgál a cikkben szereplő információk forrásmegjelöléseként.